# Kulturåret 1752

## Nya verk
- Micromégas av François Voltaire.

## Födda
- 23 januari – Muzio Clementi (död 1822), italiensk och tonsättare och pianist.
- 13 juni – Fanny Burney (död 1840), brittisk författare och dagboksförare.
- 21 augusti – Antonio Cavallucci (död 1795), italiensk målare.
- 8 september – Carl Stenborg (död 1813), svensk operasångare.
- 12 december – Nils von Rosenstein (död 1824), ledamot av Svenska Akademien.
- 30 december – Anton Kraft (död 1820), böhmisk tonsättare och cellist.

## Avlidna
- 26 januari – Jean-François de Troy (född 1679), fransk rokokomålare.
- 9 april – Lucas von Breda (född 1676), svensk konstnär, konstsamlare och industriman.
- 29 juli – Giovanni Battista Maini (född 1690), italiensk skulptör.